# Хокс-Бей
Хокс-Бей (англ. Hawke's Bay) — один из регионов Новой Зеландии. Этот регион является одним из основных производителей всемирно известных новозеландских вин. Региональная администрация располагается в двух основных городах региона — Нейпир и Хейстингс. Регион состоит из 5 округов: Уаироа, Хейстингс, Сентрал-Хокс-Бей, Таупо (часть) и Нейпир. В регионе находится космодром Махия.